# Sergio Higuita
Sergio Andrés Higuita García (* 1. August 1997 in Medellín) ist ein kolumbianischer Radrennfahrer.

## Werdegang
Sergio Higuita begann im Alter von zwölf Jahren mit dem Straßenradsport und erhielt 2016 einen Vertrag beim kolumbianischen Team Manzana Postobón, das ab 2017 als Professional Continental Team antrat. In seiner ersten Saison bestritt er unter anderem die Asturien-Rundfahrt und die Vuelta a la Comunidad de Madrid sowie einige Rennen der U23-Kategorie wie die Ronde de l’Isard.
In der Saison 2017 konnte Higuita die Bergwertung der Asturien-Rundfahrt gewinnen. Bei der Vuelta a Colombia, die 2018 nicht im Rennkalender der UCI war, siegte Higuita auf der dritten Etappe und entschied als Fünfter der Gesamtwertung auch die Nachwuchswertung für sich. Diese Sonderwertung gewann er zudem bei der Tour of China I.
Zur Saison 2019 sollte er zum UCI WorldTeam EF Education First wechseln, fuhr zum Sammeln von Erfahrungen jedoch zunächst ein halbes Jahr für die spanische Fundación Euskadi. Er entschied die Nachwuchswertung der Valencia-Rundfahrt für sich, ehe er mit der der vierten Etappe der Volta ao Alentejo sein erstes UCI-Rennen gewann. Am 1. Mai wurde er daraufhin von EF Education First verpflichtete. Die Kalifornien-Rundfahrt und die Polen-Rundfahrt, seine beiden ersten World-Tour-Rennen, schloss er auf dem zweiten bzw. vierten Gesamtrang ab. Im September gab er im Alter von 22 Jahren sein Grand-Tour-Debüt bei der Vuelta a España. Dort wurde er zunächst als Berghelfer für den später ausgeschiedenen Rigoberto Urán eingeplant und gewann schließlich als Solist die 18. Etappe nach einer Flucht über etwa 50 Kilometer. In der Gesamtwertung belegte er als viertbester Nachwuchsfahrer den 14 Rang. Bei den Straßenweltmeisterschaften verpasste er als Vierter nur knapp eine Medaille er im Straßenrennen der Klasse U23. Am Ende der Saison zeigte Sergio Higiuta bei den italienischen Herbstklassikern auf und wurde hinter Primož Roglič und Michael Woods Dritter des Giro dell’Emilia.
In der Saison 2020 wurde Higuita Kolumbianischer Meister im Straßenrennen und gewann die Gesamtwertung der Tour Colombia. Wenige Wochen später wurde er als Sieger der Nachwuchswertung Gesamtdritter von Paris–Nizza. Im September touchierte er zu Beginn der 15. Etappe der Tour de France 2020 das Hinterrad des ausgescherten Bob Jungels und kam bei rund 60 km/h zu Sturz. Dabei zog er sich eine verletzte der Hand zu und gab das Rennen kurz darauf auf. Im Jahr 2021 beendete er die Tour de France auf dem 25. Gesamtrang, vertrat Kolumbien bei den Olympischen Spielen in Tokio und fuhr mit dem zehnten Platz bei der Lombardei-Rundfahrt erstmals in die Top 10 eines Monuments des Radsports.
Higuita wechselte zur Saison 2022 zum deutschen WorldTeam Bora-Hansgrohe. Zu Beginn der Saison wurde er erneut Kolumbianischer Meister im Straßenrennen. Nach einem Etappensieg bei der Algarve-Rundfahrt entschied er im März 2022 die Gesamtwertung der Katalonien-Rundfahrt für sich, für die er mit einer 120 Kilometer langen Flucht auf der vorletzten Etappe zusammen mit Richard Carapaz den Grundstein gelegt hatte. Mit Etappensiegen bei der Tour de Romandie 2022, der Polen-Rundfahrt 2022 und der Baskenland-Rundfahrt 2023 fügte er drei weitere Erfolge auf der UCI WorldTour seinem Palmarès hinzu. Weiters zeigte er besonders im Jahr 2022 bei den Eintagesrennen auf, als er Zehnter bei der Strade Bianche, Fünfter bei Lüttich–Bastogne–Lüttich und Vierter der Lombardei-Rundfahrt wurde. In der Saison 2024 konnte er jedoch nicht überzeugen und wechselte mit dem Ablauf des Jahres zum kasachischen XDS Astana Team.

## Erfolge
2017
- Bergwertung Asturien-Rundfahrt

2018
- eine Etappe und Nachwuchswertung Vuelta a Colombia
- Bergwertung Tour of China I

2019
- Nachwuchswertung Valencia-Rundfahrt
- eine Etappe Volta ao Alentejo
- eine Etappe Vuelta a España

2020
- Kolumbianischer Meister – Straßenrennen
- Gesamtwertung, eine Etappe und Mannschaftszeitfahren Tour Colombia
- Nachwuchswertung Paris-Nizza

2022
- Kolumbianischer Meister – Straßenrennen
- eine Etappe Algarve-Rundfahrt
- Gesamtwertung, Bergwertung und Nachwuchswertung Katalonien-Rundfahrt
- eine Etappe Tour de Romandie
- Nachwuchswertung Tour de Suisse
- eine Etappe Tour de Pologne

2023
- eine Etappe Baskenland-Rundfahrt

## Wichtige Platzierungen
| Grand Tour            | 2019 | 2020 | 2021 | 2022 | 2023 | 2024 | 2025 |
| --------------------- | ---- | ---- | ---- | ---- | ---- | ---- | ---- |
| Giro d’ItaliaGiro     | –    | –    | –    | –    | –    | –    | –    |
| Tour de FranceTour    | –    | DNF  | 25   | –    | –    | –    | 14   |
| Vuelta a EspañaVuelta | 14   | –    | –    | 23   | 43   | –    |      |

| Monument                 | 2019 | 2020 | 2021 | 2022 | 2023 | 2024 |
| ------------------------ | ---- | ---- | ---- | ---- | ---- | ---- |
| Mailand–Sanremo          | –    | –    | 36   | –    | –    | –    |
| Flandern-Rundfahrt       | –    | –    | –    | –    | –    | –    |
| Paris–Roubaix            | –    | –    | –    | –    | –    | –    |
| Lüttich–Bastogne–Lüttich | –    | –    | 31   | 5    | –    | –    |
| Lombardei-Rundfahrt      | 76   | –    | 10   | 4    | –    | 85   |